# Wiener-folyamat
A Wiener-folyamat egy időben folytonos sztochasztikus folyamat, melyet Norbert Wiener (1894–1964) amerikai matematikusról neveztek el.
Ezt a folyamatot Brown-mozgásnak is szokták hívni. Ez az egyik legismertebb Lévy-folyamat, és gyakran előfordul az alkalmazott matematikában, a közgazdaságban, a fizikában, és a pénzügyi folyamatoknál.
A Wiener-folyamat fontos szerepet játszik az elméleti és az alkalmazott matematikában. Az elméleti matematikában a Wiener-folyamat segíti az időben folytonos martingál kutatásokat. A Wiener-folyamat kulcsfontosságú folyamat, mely lehetővé teszi jóval bonyolultabb sztochasztikus folyamatok leírását. Alapvető szerepe van a sztochasztikus számításoknál, a diffúziós folyamat és a potenciál elméletnél.
Az alkalmazott matematikában a Wiener-folyamatot a Gauss-féle fehér zaj integráljának kifejezésére használják, és így ez egy hasznos modell az elektronikai műszaki tudományokban a zaj modellezésre, a szűrő (jelfeldolgozás) elméletben, és a szabályozáselméletben az ismeretlen erők analízisénél. A Schrödinger-egyenlet egy megoldása is kifejezhető a Wiener-folyamattal. A pénzügyi folyamatok matematikai elméletében is alkalmazzák, különösen a Black–Scholes-modellben.

## A Wiener-folyamat jellemzői

### Definíció
Wiener-folyamat alatt olyan {\displaystyle W\colon \Omega \times [0,\infty )\to \mathbb {R} } sztochasztikus folyamatot értünk, amely kielégíti az alábbi négy tulajdonságot:
1. {\displaystyle W_{0}=0}, azaz {\displaystyle \forall \omega \in \Omega \colon W(\omega ,0)=0}
2. Folytonos trajektóriájú, azaz minden {\displaystyle \omega \in \Omega } esetén a {\displaystyle t\mapsto W(\omega ,t)} leképezés mindenhol folytonos
3. Minden {\displaystyle 0<t_{1}<t_{2}<...<t_{r}} véges indexhalmazra a {\displaystyle W_{t_{1}}-W_{t_{0}},W_{t_{2}}-W_{t_{1}},...,W_{t_{r}}-W_{t_{r-1}}} változók függetlenek egymástól.
4. Minden {\displaystyle t\geq s\geq 0\,} esetén {\displaystyle W_{t}-W_{s}\sim N(0,t-s)\,}.

Mindez az {\displaystyle (\Omega ,{\mathcal {F}},P)} valószínűségi mező fölött. {\displaystyle W_{t}} alatt az {\displaystyle \omega \mapsto W(\omega ,t)} valószínűségi változót értjük.
N(μ, σ2) normális eloszlás μ várható értékkel, és σ2 szórásnégyzettel.
A független növekmények azt jelentik, hogy ha 0 ≤ s1 < t1 ≤ s2 < t2, akkor Wt1−Ws1 és Wt2−Ws2 független valószínűségi változók, és hasonló feltételek érvényesek n növekményre is.
A Wiener-folyamat egy másik jellemzése az úgynevezett Lévy-féle leírás, mely azt mondja, hogy a Wiener-folyamat majdnem biztosan folytonos martingál W0 = 0 mellett, és a kvadratikus variáció [Wt, Wt] = t (mely azt jelenti, hogy Wt2−t szintén martingál).
Egy harmadik jellemzés szinusz sorokkal történik, ahol az együtthatók független valószínűségi változók. Ez a megközelítés a Karhunen–Loève-tételt használja fel.
Egy Wiener-folyamat a természetes filtrációjában martingál.

## Kapcsolódó folyamatok
Ez a sztochasztikus folyamat:
{\displaystyle X_{t}=\mu t+\sigma W_{t}\,}

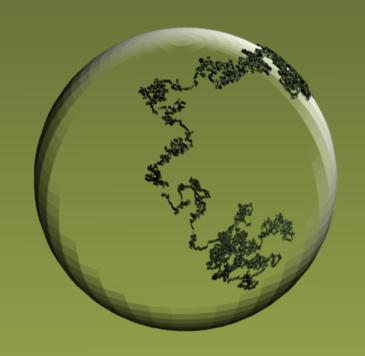
Brown-mozgás egy gömb felületén

a Wiener-folyamat μ drifttel, és elenyésző σ2. szórásnégyzettel. Ez a folyamat megfelel a Lévy-folyamatnak.
Speciális változatai a Brown-híd és a Brown-elhajlás.
A geometrikus Brown-mozgás:
{\displaystyle e^{[\beta t-(\alpha ^{2}t/2)+\alpha W_{t}]}.\,}
Ez egy sztochasztikus folyamat, mely sohasem vesz fel negatív értéket, mint például a tőzsde értéke.
Az alábbi sztochasztikus folyamat, a Ornstein–Uhlenbeck-folyamat.
{\displaystyle {X_{t}=\mathrm {e} ^{-t}W_{\mathrm {e} ^{2t}}}}

## Az integrált Brown-mozgás
A Wiener-folyamat idő szerinti integrálja:
{\displaystyle W^{(-1)}(t):=\int _{0}^{t}W(s)ds}
Ezt integrált Brown-mozgásnak, vagy integrált Wiener-folyamatnak hívják. Az integrált Wiener-folyamat több alkalmazásnál is szerepel, mint normális eloszlás, zéró várható értékkel és {\displaystyle t^{3}/3} szórásnégyzettel. A Wiener-folyamat kovarianciája {\displaystyle t\wedge s}.